# 슬럼

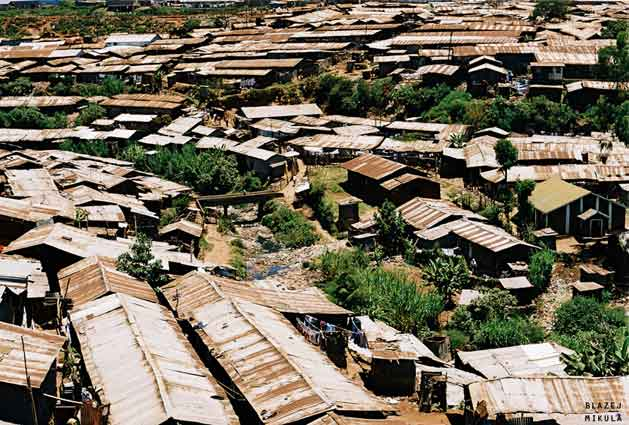
키베라

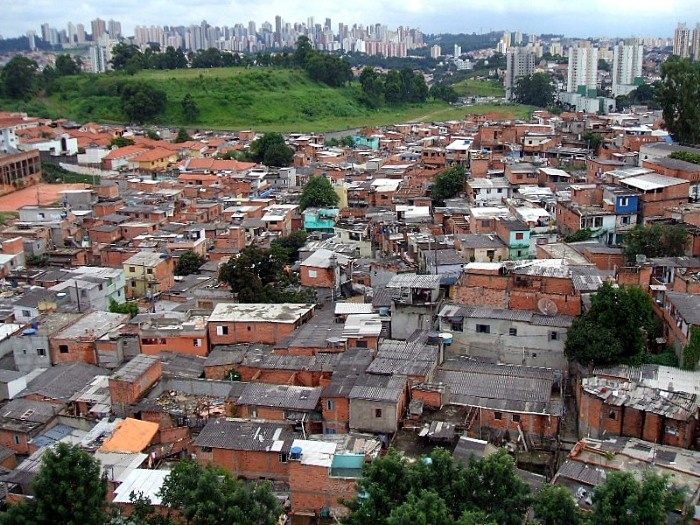
상파울루, 브라질

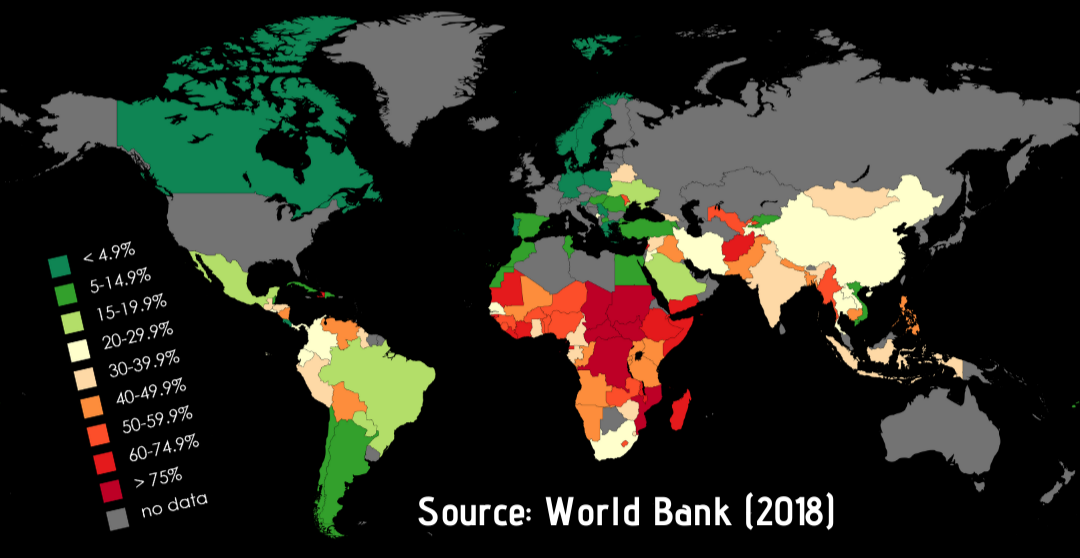
슬럼에 거주하는 인구 (2018년)

슬럼(slum)은 UN의 정의에 따르면 삶의 질이 낮으며 오염되어 있는 쇠퇴한 도시 혹은 지역이다. 전 세계적으로 수많은 도시에 슬럼화 된 지역이나 전 지역이 슬럼화된 슬럼 도시가 많다. 이는 저개발국가뿐만 아니라 개발도상국가, 선진국가에서도 볼 수 있는데, 이는 경제적인 이유에서 슬럼화된 것이 많다. 슬럼은 도시 계획의 부재, 지가 상승으로 인한 개발의 부재로 인해 형성된다. 도시에서 가난한 사람들인 빈민(貧民)이 모여 사는 마을은 빈민촌(貧民村)이라고 부른다.

## 설명
슬럼은 건축 품질이 좋지 않고 종종 빈곤과 관련된 밀집된 주택 단위로 구성된 인구 밀도가 높은 도시 주거 지역이다. 슬럼의 기반시설은 노후화되거나 불완전한 경우가 많으며 주로 빈곤층이 거주하고 있다. 슬럼은 일반적으로 도시 지역에 위치하지만 일부 국가에서는 주택 품질이 낮고 생활 조건이 열악한 교외 지역에 위치할 수도 있다. 슬럼은 규모와 기타 특성이 다르지만 대부분 신뢰할 수 있는 위생 서비스, 깨끗한 물 공급, 안정적인 전기, 법집행 및 기타 기본 서비스가 부족하다. 슬럼 거주지는 판자집부터 전문적으로 지은 주택까지 다양하며, 품질이 좋지 않거나 기본적인 유지 관리가 제대로 이루어지지 않아 상태가 악화되었다.
일반 대중의 도시화 증가로 인해 미국과 유럽에서는 19세기부터 20세기 후반까지 슬럼이 흔하게 발생했다. 슬럼은 여전히 개발도상국의 도시 지역에서 주로 발견되지만 선진국에서도 여전히 발견된다. 세계 최대의 슬럼가는 파키스탄 카라치의 오랑이(Orangi)에 있다.
슬럼은 다양한 이유로 세계 여러 지역에서 형성되고 성장한다. 원인으로는 급속한 농촌에서 도시로의 이주, 경제 침체 및 불황, 높은 실업률, 빈곤, 비공식 경제, 강제 또는 조작된 게토화, 부실한 계획, 정치, 자연재해 및 사회적 갈등 등이 있다. 슬럼 제거, 슬럼 재배치, 슬럼 업그레이드, 도시 전체 인프라 개발을 통한 도시 계획, 공공 주택 등의 조합을 포함하여 여러 국가에서 슬럼을 줄이고 변화시키려는 전략이 성공 수준에 따라 다르다.
유엔은 슬럼을 다음과 같이 정의한다.
.... 개선된 물에 대한 접근성, 개선된 위생에 대한 접근성, 충분한 생활 공간, 주택 내구성 및 거주권 보장 중 하나 이상의 조건이 결여된 동일 지붕 아래에 거주하는 사람

## 같이 보기
- 판자촌
- 달동네